# Straffrunda

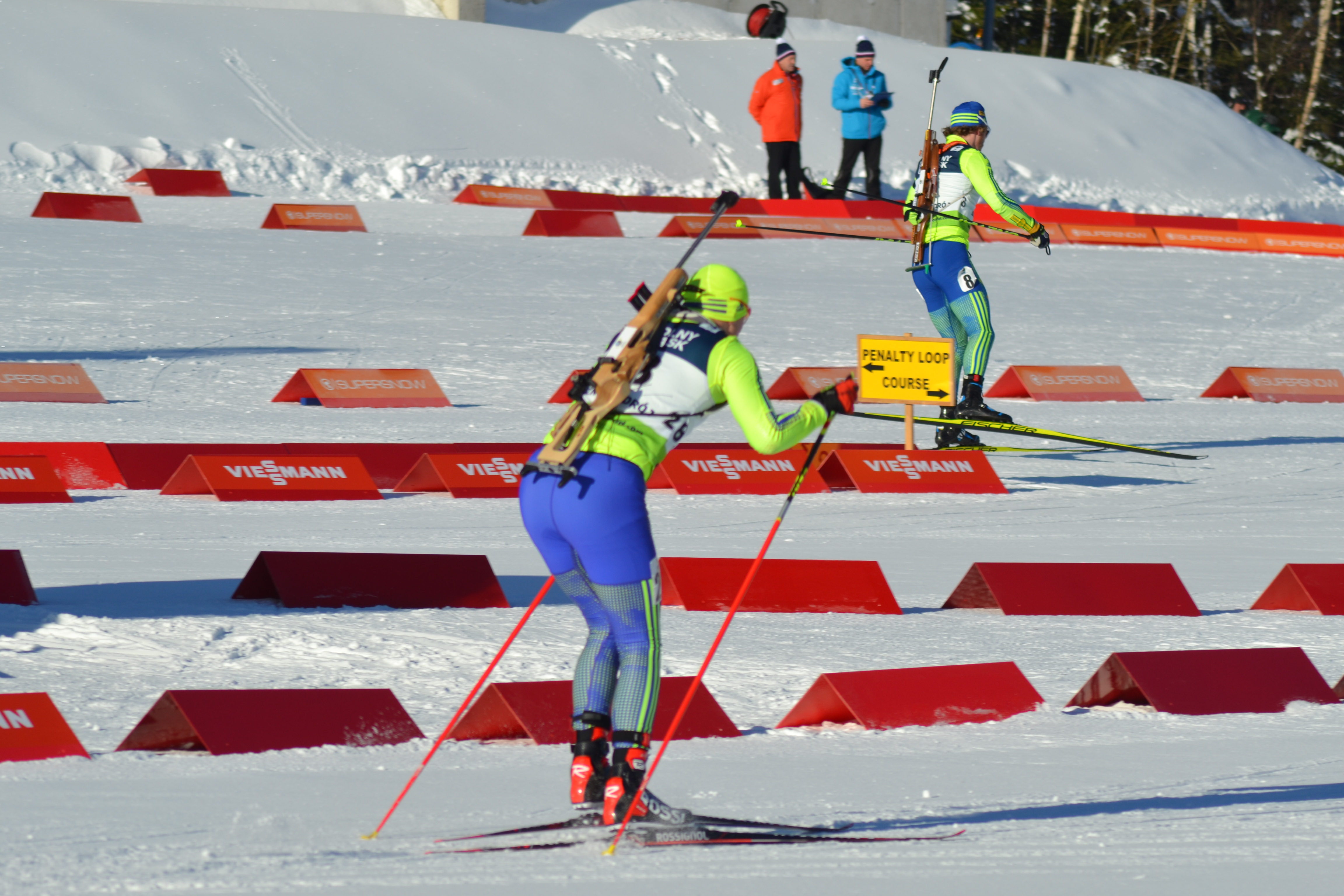
I bakgrunden en skylt vid ingången till en straffrunda i skidskytte.

En straffrunda är ett vanligt begrepp inom främst skidskytte, men även inom exempelvis orienteringsskytte. Straffrundan består av en liten utstakad bana intill skjutvallen och är en "bestraffning" att åka om den tävlande har missade skott i skjutserien. Den stora skillnaden mellan straffrundan i skidskytte och orienteringsskytte är att skidskytten åker på skidor medan orienteringsskytten löper sträckan.
För varje missat skott tvingas skytten att åka ett varv i straffrundan. En straffrunda är ungefär 150 meter lång och tar ungefär 22–26 sekunder att åka för de bästa åkarna. I stafetter har skyttarna tre extraskott att tillgå utöver ordinarie skott för varje skjutserie. Vid behov laddas geväret manuellt med ett i taget, och om det efter dessa tre fortfarande finns missade måltavlor måste skidskytten åka ett varv i straffrundan för varje miss.
Det är inte i alla discipliner inom skidskytte som straffrundor gäller. Under en distanstävling får man istället en minut i tidstillägg för varje missat skott.
I orienteringsskytte beräknas en straffrunda ta 30–90 sekunder att löpa beroende på distans.